# Sigvald Bernhard Refsum
Sigvald Bernhard Refsum (Gransherad, 8 maggio 1907 – Oslo, 8 luglio 1991) è stato un neurologo norvegese.
Dopo la laurea in medicina, ottenuta presso l'università di Oslo nel 1932, frequentò per un periodo il National Hospital for Neurology and Neurosurgery di Londra.
Nel 1946 ottenne il dottorato con una tesi su una malattia neurologica che oggi porta il suo nome.
Ottenuto il titolo di professore, insegnò dal 1951 all'Università di Bergen e, dal 1954, presso l'Università di Oslo.